# Bridreaktor

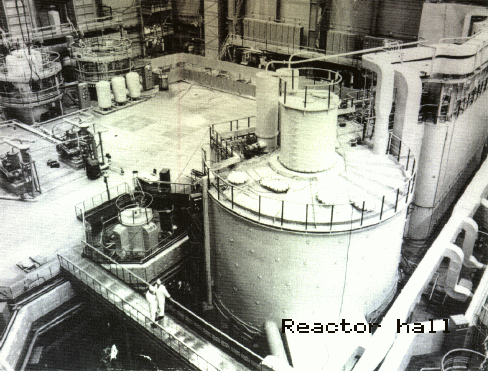
Reaktorhallen till Sjevtsjenko BN-350 vid Kaspiska havet.

En bridreaktor (eller Breederreaktor) är en kärnreaktor som kan omvandla icke-klyvbara isotoper till klyvbara, vanligen uran-238 till plutonium-239, med en nettovinst i mängden bränsle. Ordet brid kommer från engelska breed, som betyder "föda (fram)" eller "fortplanta". Bridreaktorn kan utvinna mångfaldigt mer energi ur naturligt uran än dagens vattenkylda termiska reaktorer. Bridreaktorer förutsätter upparbetning av det använda bränslet. Även om ett par fullskaliga anläggningar redan funnits i drift, finns konceptet med som viktig del av utvecklingsfasen fjärde generationens reaktor.

## Historik
Redan kärnkraftspionjärerna på 1940-talet insåg att om kärnenergin skulle bli en verkligt stor och varaktig energikälla så räckte det inte med att utnyttja de 0,71 procent uran-235 som finns i naturligt uran. Man måste använda sig av den transmutationsprocess som leder från uran-238 till plutonium-239. Bridreaktorn stoppades i USA och Sverige 1976 för att den är en risk för kärnvapenspridning.

### Demonstrationsanläggningar

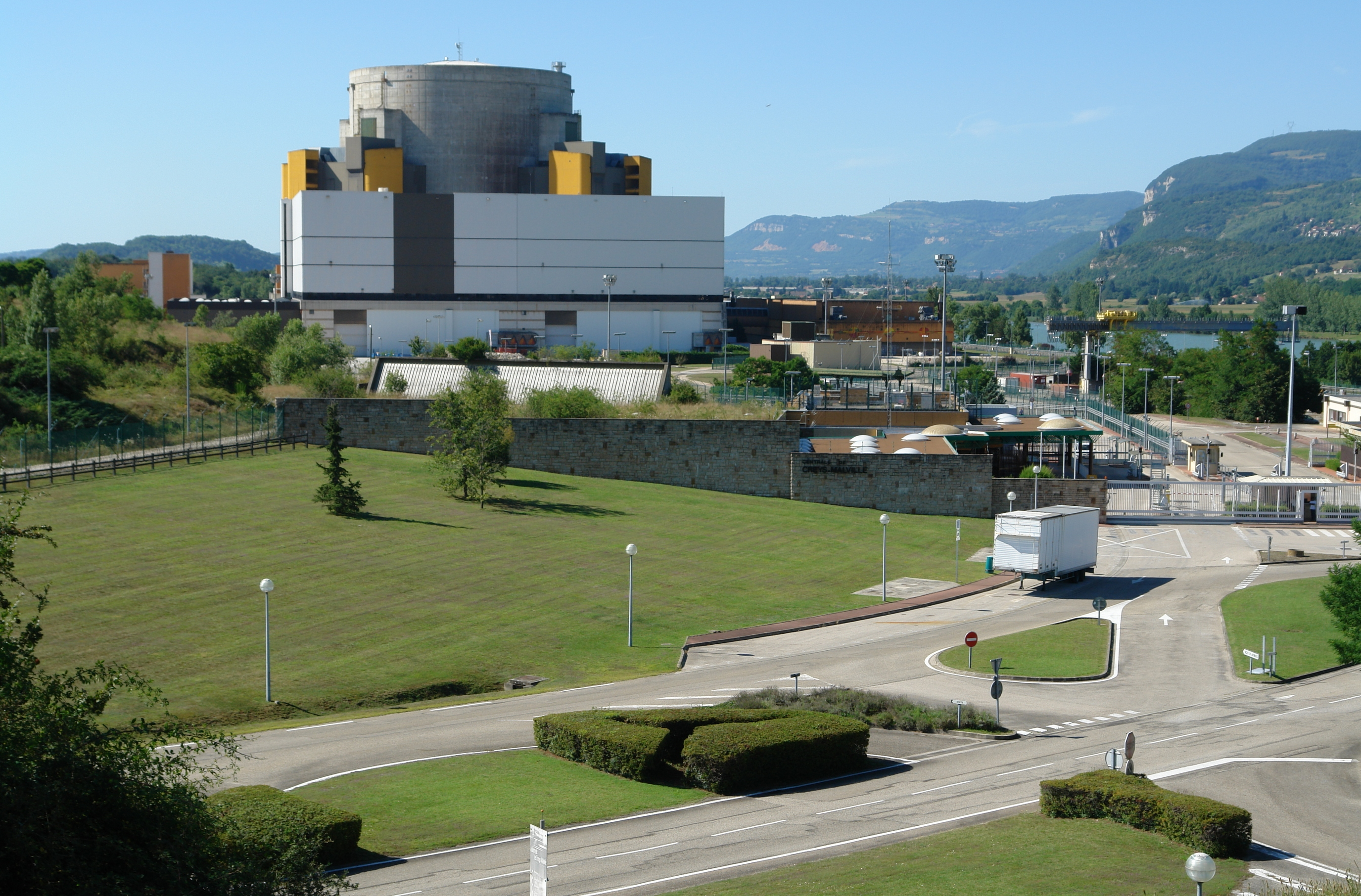
Superphénix, världens största snabba brider

På flera håll i världen har tekniken tagits till demonstration, där några redan körts i kommersiell drift, bland andra:
Sovjetunionen konstruerade en serie snabba reaktorer från 1955, de första kvicksilverkylda med metalliskt plutonium-bränsle, de senare anläggningarna natriumkylda med plutoniumoxid som bränsle.
Aktau, även Shevchenko var en bridreaktor i Kazakstan på Mangyshlakhalvön vid Kaspiska havets strand av typen BN-350. Den började byggas 1964, togs i reguljär drift 1973 och stängdes 1999. Den hade en termisk effekt på 1000 MWth och en elektrisk nettoeffekt på 52 MWe.
Beloyarsk-3 är en bridreaktor vid Belojarsk kärnkraftverk i Sverdlovsk i Ryssland av typen BN-600. Den började uppföras 1969, togs i reguljär drift 1981 och är alltjämt (2023) i drift. Den har en termisk effekt på 1470 MWth och en elektrisk nettoeffekt på 560 MWe. 
I Frankrike togs den 233 MWe Phénix vid Marcoule ur drift år 2000. Superphénix på 1200 MWe, blev kritisk 1984 och var i drift 1986 - 1998.Den producerade dock endast 8,3 TWh under denna tid. Indien har ett aktivt utvecklingsprogram av såväl snabba som termiska brider.
I Japan började bridreaktorn Monju kärnkraftverk uppföras 1986 och hade sin första inkoppling mot elnätet i augusti 1995. Den drabbades samma år i december 1995 av ett missöde som krävde reparationer och omkonstruktioner. Trots ambitiösa planer kom verket inte nå fram till återstart, och 2016 fattades beslut att lägga ned reaktorn.

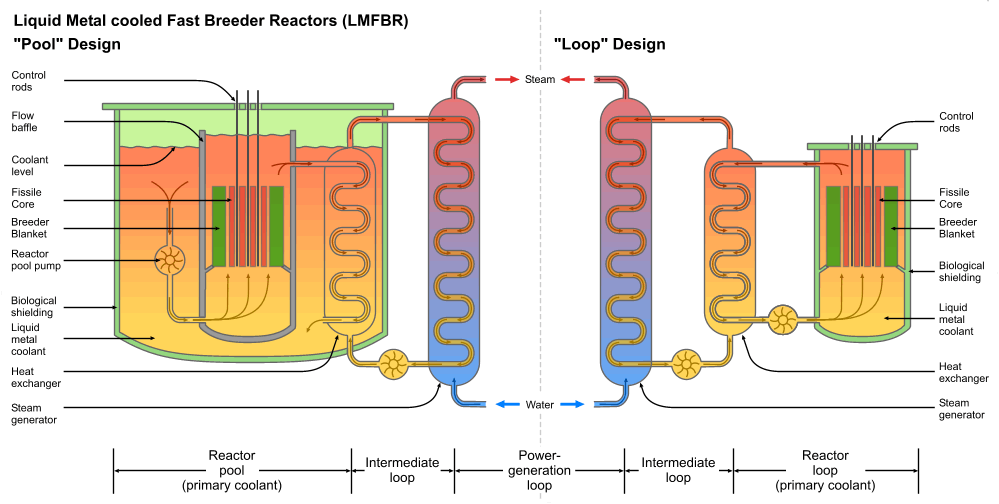
Schematiskt diagram som visar skillnaden mellan loop- och pool-typen av bridreaktorn.

## Teknik
En typ av reaktor som utför denna omvandlingsprocess är den så kallade snabba bridreaktorn (från fast breeder). Den kallas snabb därför att kedjereaktionen i denna reaktor drivs med snabba neutroner. Ingen moderator ska i princip förekomma. Som kylmedel mellan bränslestavarna används helium eller flytande metaller såsom natrium eller bly, ämnen som inte nämnvärt bromsar ned eller absorberar neutroner.
Om man tar hänsyn till att en del uran-238 omvandlat till plutonium-239 förbränns även i vanliga lättvattenreaktorer så kan man säga att uranet ger 70 gånger mer energi om man använder sig av bridreaktorer laddade med en blandning av plutonium och uran, till exempel 15 procent plutonium och 85 procent uran i form av dioxider i bränslestavarna. Tanken är att plutonium, som ju inte finns i naturen utan skapas i lättvattenreaktorerna, utvinns ur det från dessa reaktorer uttjänta bränslet genom kemisk upparbetning.
Torium kan också bridas till uran-233.

## Dagsläget
Ryska Rosatom bygger (september 2012) en blykyld bridreaktor och bränslefabrik för upparbetning av kärnavfall.

### I Sverige
Ett omfattande femårigt bilateralt svensk-franskt samarbete initierades 2010 kring utveckling av en ny reaktor av SFR-typ kallad ASTRID för MOX-bränsle. ASTRID är en ny fransk avancerad forskningsreaktor, placerad i Marcoule i Provence. ASTRID konstrueras för 600 MW effekt och ska kunna köras på två sätt, dels som brännarreaktor dels som bridreaktor och blir en uppföljare till Phénix och Superphénix.
Sverige har en längre tid bedrivit forskning och teknikutveckling under ledning av professor Janne Wallenius på KTH. År 2012 hade planer på en liten försöksanläggning tagit fastare form. I januari 2013 gjordes en uppmaning att bygga en blykyld demonstrationsanläggning i Oskarshamn.